# Вацлав Гулевич
Вацлав Гулевич гербу Новина (? — між 1676 та 1679 роками) — руський (український) волинський шляхтич, політичний та військовий діяч Республіки Обох Націй (Речі Посполитої). Представник роду Гулевичів.

## Життєпис
Син Юрія Дем'яновича Гулевича та його дружини з Сеницьких гербу Бонча. Синівець Філона Дем'яновича Гулевича (дідич Губина, Радошина, посесор Свинарина), дідич Конюх.
Був підсудком, потім підкоморієм луцьким (волинським). Брав участь у битві під Чудновом як ротмістр, де куля вбила його коня, а Вацлав отримав пошкодження від падіння. 9 разів був послом від Волинського воєводства на сейми Республіки Обох Націй 1632—1647 роках (всього 11).
Як брацлавський каштелян (згаданий у 1676 році) — наступник Францішека Корицінського, попередник Станіслава Яна Конєцпольского.
Перша дружина — Ева з Харленських (згадано про шлюб у 1663 році) — луцька старостянка. З нею мали доньку Анну (Катерину) — дружину польного коронного писаря, канівського старости Стефана Станіслава Чарнецького гербу Лодзя, сина Ієроніма, можливо, каштеляна. Друга дружина — Маріанна Стемпковська, у 1679 році її згадано як удову.